# Placca Futuna

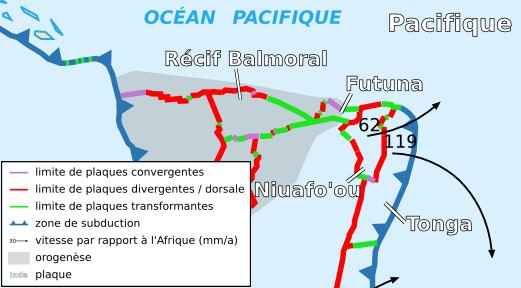
Collocazione della placca Futuna

La placca Futuna è una placca tettonica della litosfera terrestre. Ha una superficie di 0,00079 steradianti ed è associata alla placca pacifica. 

## Caratteristiche
È situata nella parte occidentale dell'Oceano Pacifico e copre le isole Wallis e Futuna.
La placca Futuna è in contatto con la placca Niuafo'ou, la placca pacifica e la placca australiana.
La placca si sposta con una velocità di rotazione di 4,848° per milione di anni secondo un polo euleriano situato a 10°16' di latitudine sud e 178°31' di longitudine ovest.